# Abbazia della Santissima Trinità di La Lucerne

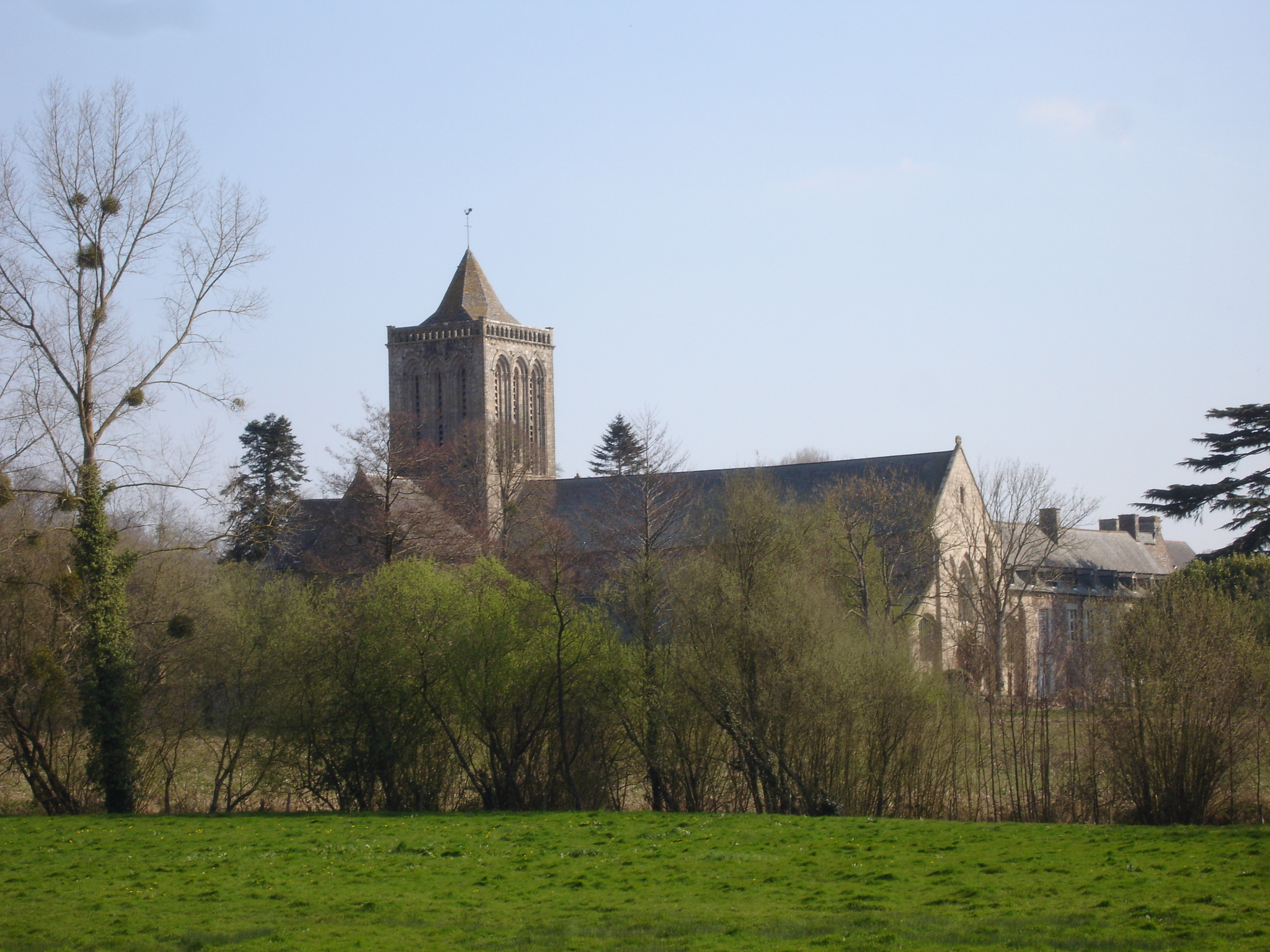
Abbazia di La Lucerne

L'abbazia della Santissima Trinità di La Lucerne è una abbazia dei premostratensi che si trova in Bassa Normandia (Francia), nel territorio del comune di La Lucerne-d'Outremer, dipartimento della Manica. È situata nella valle del fiume Thar.

## Storia
L'abbazia venne inizialmente fondata nel 1143 da Asculfo (Hasculphe) di Subligny e da suo fratello Riccardo, vescovo di Avranches, nella località di Courbefosse, che si trovava sulle loro terre, in ricordo del loro padre Othoërn, precettore di Guglielmo Adelin, figlio di Enrico I d'Inghilterra, e con lui perito nel naufragio della Blanche-Nef nel 1120.
L'istituzione venne affidata al priore Tancredi e ad alcuni canonici, provenienti dall'abbazia premostratense di Dommartin, a Tortefontaine, e dedicata alla santissima Trinità da parte del vescovo Riccardo. Tancredi vi morì nell'anno seguente (1144) e fu sostituito dal primo abate, padre Tescelin (1144-1157).
Nel 1145, essendo il terreno inizialmente scelto troppo solitario e umido, l'abbazia fu spostata più a valle lungo il fiume Thar, su un terreno donato da Guglielmo di Saint-Jean, che rifondò l'abbazia.
Nel 1161 i premostratensi provenienti da La Lucerne fondarono l'abbazia d'Ardenne, presso Caen e nello stesso periodo Guglielmo di Saint-Jean donò all'abbazia la chiesa di Saint-Jean-le-Thomas.
L'abbazia, diretta dall'abate Angot (1157-1206) venne nuovamente spostata, più a monte lungo il corso del fiume Thar, nella località nota come Luzerne, dalla quale riprese il nome, ancora sulle terre del primo fondatore, Asculfo di Subligny.

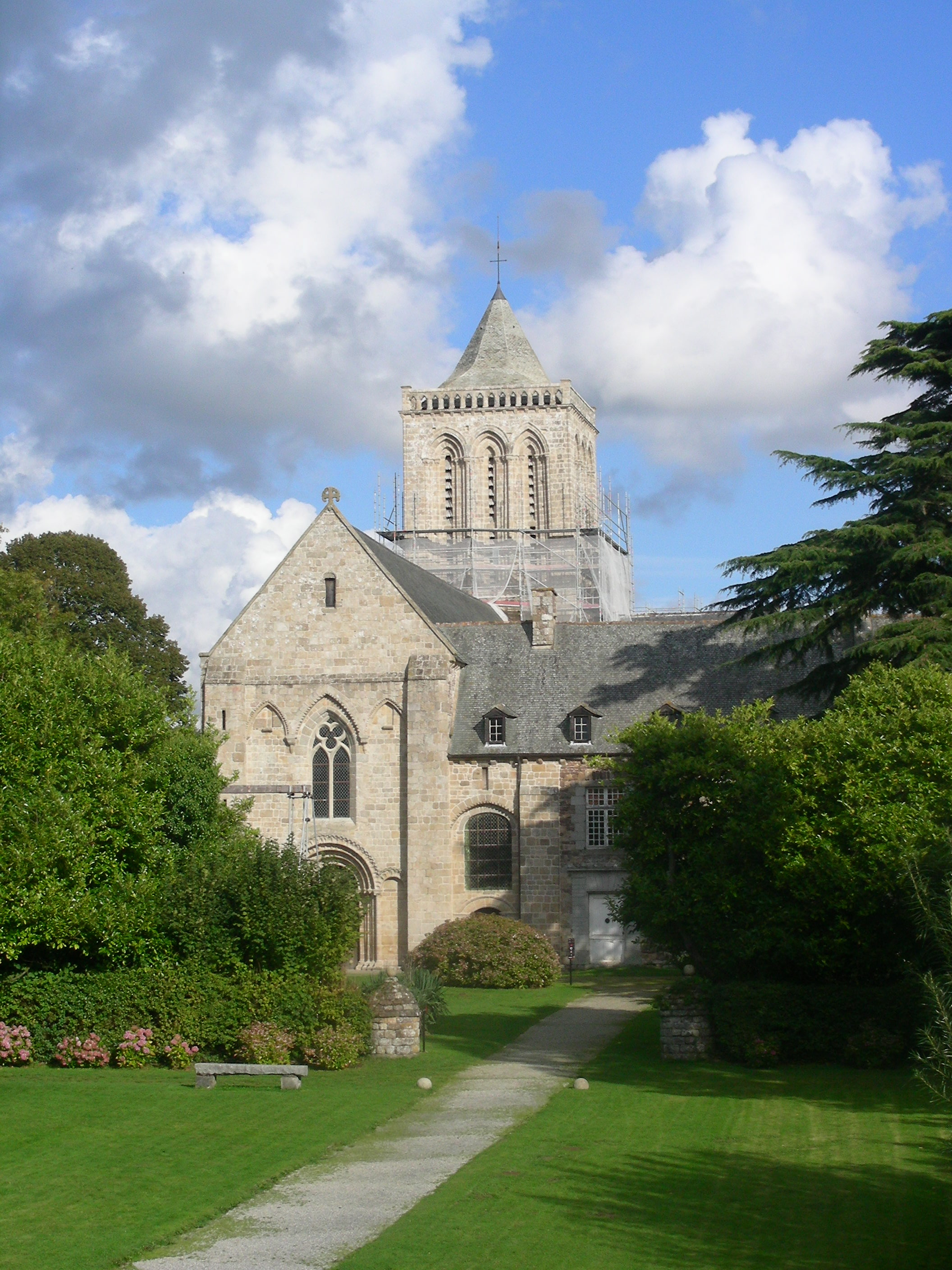
Chiesa abbaziale

L'attuale chiesa abbaziale, in stile romanico con alcuni elementi gotici, venne iniziata nel 1161; nel 1171, quando vi fu sepolto il vescovo di Avranches Acardo di San Vittore, erano stati completati il coro e la prima parte della navata (l'anno precedente il vescovo aveva consacrato l'altare maggiore). Il vescovo di Avranches Riccardo III, successore di Acardo, dedicò la chiesa nel 1178. La torre campanaria fu completata tra il 1180 e il 1200.
Nei decenni seguenti l'abbazia ricevette numerosi benefici dai re di Francia e di Inghilterra e da vescovi e signori locali: i suoi beni si ripartivano in 78 parrocchie. In quest'epoca erano stati completati anche molti degli edifici conventuali, tra cui il refettorio e la sottostante dispensa. I canonici premostratensi provenienti da La Lucerne fondarono le abbazie di Beauport (1200), di Mondaye (1202) e di Cherisy-Belle-Ètoile (1215).
Tra la fine del XIII secolo e gli inizi del XIV l'abate Robert Jean (1290-1326) fece sostituire la parete terminale del presbiterio della chiesa con una grande finestra gotica e fece ampliare le cappelle del transetto, dove furono collocati i monumenti funebri dei signori di Beauchamp, benefattori dell'abbazia. La torre campanaria fu coronata da una balaustra e vi fu inserita la campana di Notre-Dame, fusa nel 1317. Nella facciata fu inserito un finestrone gotico.
L'abbazia aveva dei possedimenti in Inghilterra, doni di Guglielmo di Saint-Jean, e intratteneva rapporti con religiosi inglesi: il vescovo di Chichester, Riccardo, era stato ospite dell'abate Nicolas Bouteroy (1235-1255). 
A causa dei suoi buoni rapporti con l'Inghilterra gli edifici dell'abbazia subirono gravi danni all'inizio della guerra dei cent'anni da parte dei francesi e furono successivamente ricostruiti nel corso del XV secolo. L'abate Philippe Badin (1407-1452) rese omaggio al re di Inghilterra Enrico V nel 1419. Nel 1450, quando gli Inglesi vennero cacciati dalla Francia dal re Carlo VIII l'abbazia venne confiscata, come tutti i beni di coloro che erano stati dalla parte degli inglesi.
L'abate Richard I de Laval (1463-1496) rimpiazzò il chiostro in legno con una costruzione in pietra (a sua volta sostituita da un nuovo chiostro nel XVIII secolo).
Nel 1528 l'abbazia di La Lucerne divenne una commenda e il primo abate commendatario fu il cardinale Gabriel de Gramont, alto dignitario ecclesiastico alla corte del re Francesco I. Nel 1532, sotto il suo successore, François de la Guiche (1530-1548), il re sostò nell'abbazia nel corso di un suo viaggio in Normandia.
Altri abati commendatari si susseguirono per tutto il XVI secolo.
Nel corso delle guerre di religione l'abbazia venne saccheggiata e bruciata una prima volta nel 1562, quando andò perduto parte del suo archivio, e ancora nel 1594.
Nel 1596 vi fu nominato abate commendatario Jean de la Beslière (1596-1631), già priore di La Bloutière, che ricevette in seguito l'abito premostratense e la benedizione del vescovo di Avranches, divenendone pertanto abate regolare. In seguito l'abbazia di La Lucerne rimase un'eccezione, con una prevalenza di abati regolari.
La regola dell'abbazia venne ripristinata, aderendo per alcuni aspetti alla riforma premostratense dell'"Antico rigore", anche se inizialmente l'abbazia rimase nella "Comune osservanza" per conservare la propria autonomia.
L'abate Jean de La Beslière e il suo nipote e successore François de La Beslière (1631-1657) si occuparono dei restauri alle volte della navata della chiesa e agli edifici abbaziali, ampliati con nuove costruzioni. L'abate Jean Éthéard (1700-1712) fece ricostruire nuovamente il chiostro.
In seguito all'abolizione degli ordini religiosi nel 1790 l'ultimo abate Bernardin Gautier de l'Espagnerie (1787-1790) dovette abbandonare l'abbazia con i suoi canonici. Gli edifici, divenuti beni nazionali, furono messi in vendita nel 1791 e ceduti a privati. Una filanda per il cotone venne installata negli edifici conventuali e il chiostro e la navata laterale della chiesa furono smantellati per reimpiegarne le pietre per la costruzione di un acquedotto. Nel 1834 fu installata nella chiesa una segheria per la pietra e furono smantellati altri edifici conventuali. Nel 1837 crollarono due dei pilastri e la volta della navata laterale.
Nel 1928 i resti dell'abbazia furono classificati come monumento nazionale e consolidati dai proprietari. Marcel Lelègard, vicario a Granville fonda l'associazione degli "Amis de l'abbaye de La Lucerne" (1954) e acquista dai proprietari la chiesa e via via gli edifici abbaziali, che vengono restaurati e ricostruiti. Tra il 1985 e il 1990 vengono inoltre condotti scavi archeologici.

## Descrizione

### Chiesa abbaziale

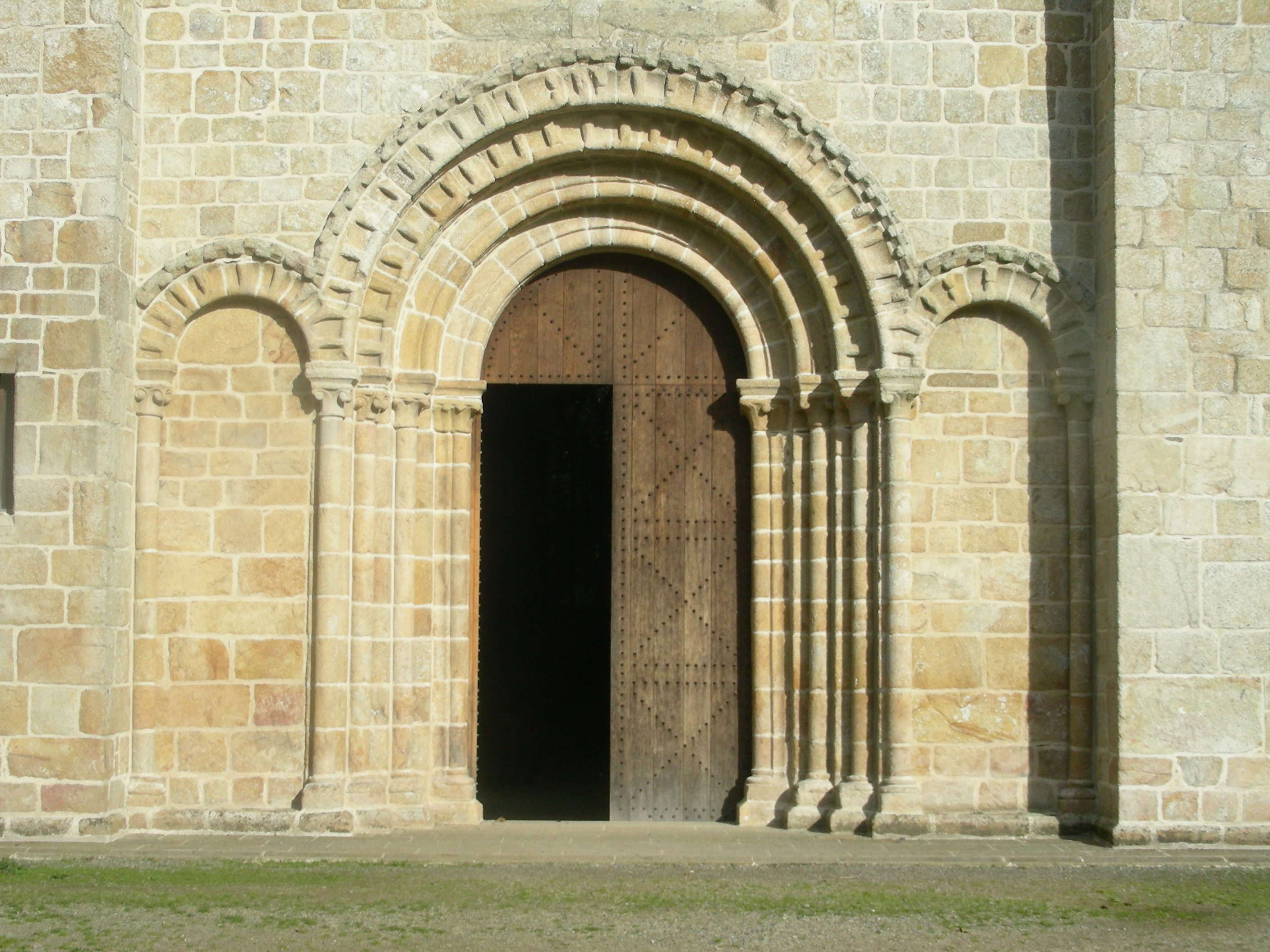
Portale

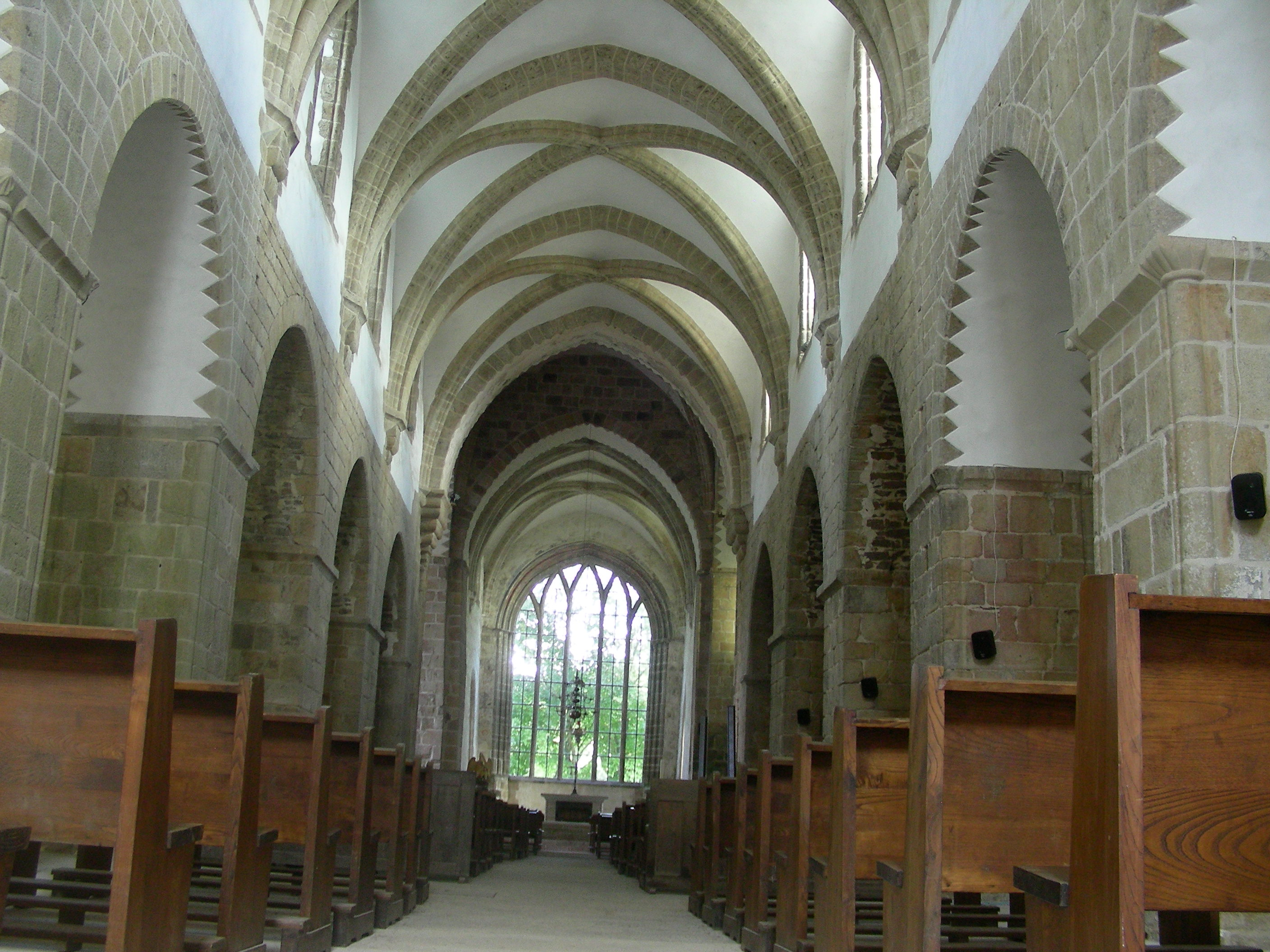
Interno: navata centrale e finestra del presbiterio

La chiesa abbaziale, lunga 66 m, ha pianta a croce latina, con navata centrale a 7 campate e strette navate laterali, con transetto sporgente, in origine provvisto di cappelle oggi scomparse, e con coro di due campate, privo di deambulatorio.
Nella costruzione originaria dell'edificio si sono susseguite tre fasi costruttive:
- 1164-1171: coro, transetto e incrocio del transetto con la base della torre e due ultime campate della navata;
- 1171-1178: altre cinque campate della navata e facciata;
- 1180-1206: torre campanaria sopra l'incrocio del transetto.

Il coro poco profondo, le strette navate laterali, la sobrietà delle decorazioni e la grande torre campanaria all'incrocio del transetto, sono caratteristiche dell'architettura premostratense.
La facciata occidentale, restaurata nel XV secolo, si presenta tripartita da contrafforti, che riprendono la divisione dello spazio interno tra navata centrale e laterali.
Il portale centrale presenta un arco a tutto sesto con arcature sorrette da colonnine sporgenti, e decorate con sobri motivi a foglie. È fiancheggiato da archetti ciechi.
Al di sopra è presente una grande bifora gotica aggiunta alla facciata nel XV secolo e ricostruita nel restauro, sormontata da archetti pensili a sesto acuto.
All'interno la navata centrale è divisa da quelle letterali per mezzo di pilastri quadrangolari che sorreggono arcate a tutto sesto, al di sopra delle quali sono finestre pure a tutto sesto. Le volte di copertura sono volte a crociera costolonate, ancora a tutto sesto.
Il coro, poco profondo termina con una parete piatta, aperta con una grande finestra gotica. Il braccio sinistro del transetto fu restaurato nel XV secolo.

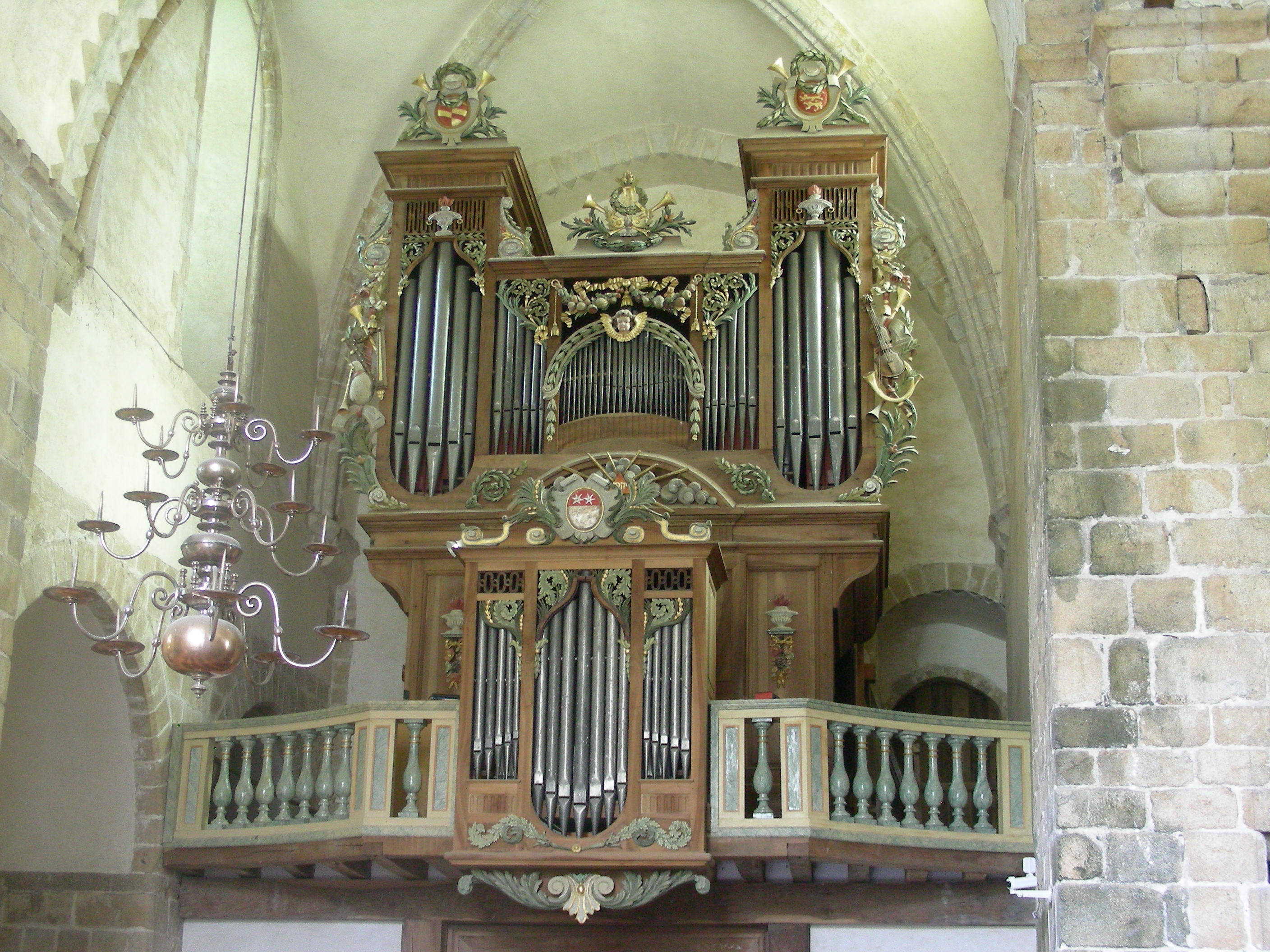
Organo

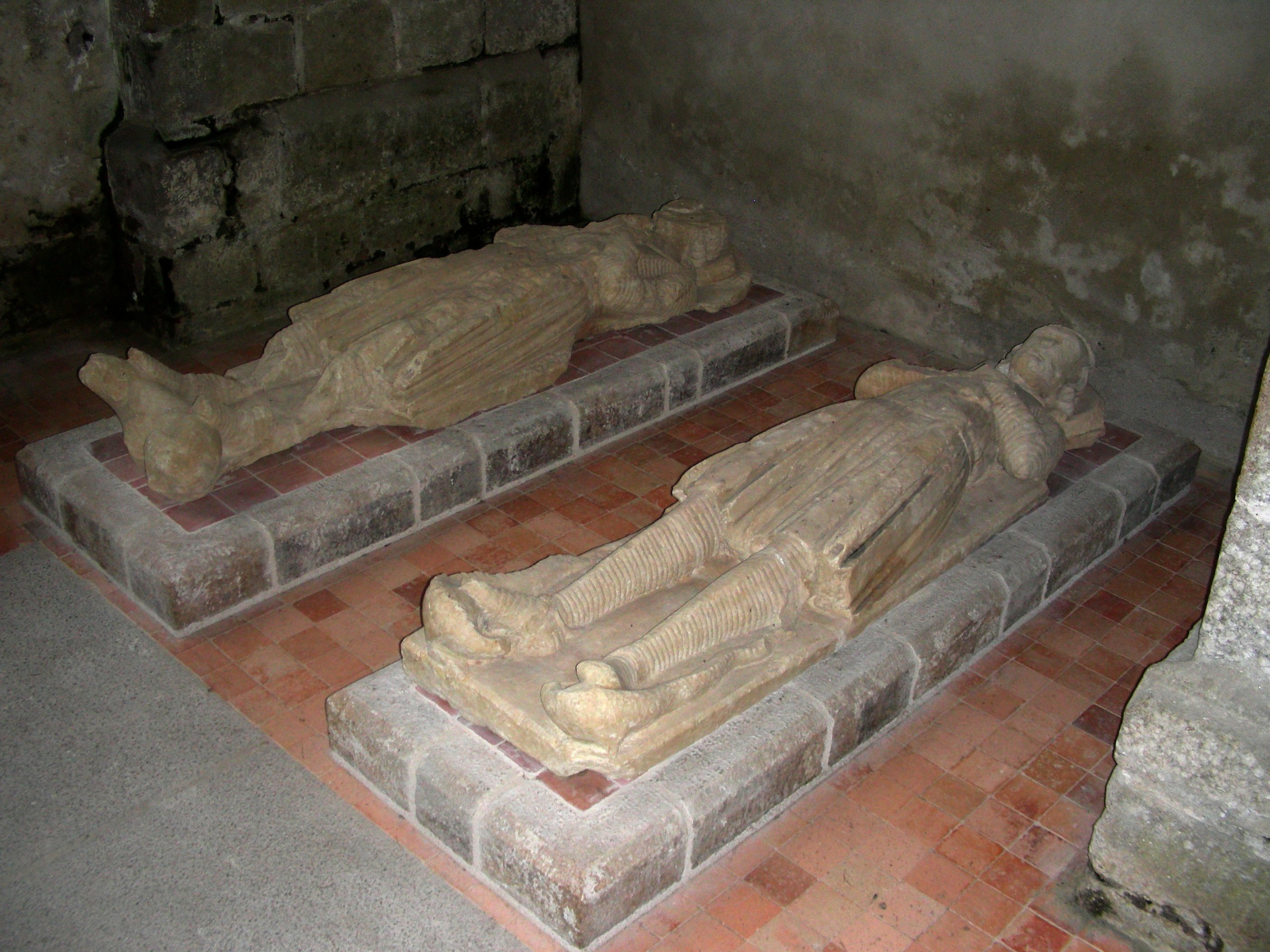
Monumenti funebri con sculture giacenti

All'interno della chiesa sono conservate due delle statue della decorazione originale (Sant'Armel e San Michele che uccide il drago), che erano state trasportate nel periodo della Rivoluzione francese nella cappella di Saint-Martin-des-Rochers a Haut-Pignon.
All'incrocio del transetto sono stati ricollocati i più antichi stalli lignei del coro, eseguiti al tempo dell'abate Geoffroy Le Court (1452-1463),  che in seguito erano stati venduti all'abbazia di Saint-Sever ed erano stati sostituiti per volere dell'abate Jean Éthéard(1700-1712) da nuovi stalli, i quali sono oggi conservati nella chiesa parrocchiale di La Rochelle.
Nel braccio destro del transetto si trova un grande organo, appartenente in origine all'attuale cattedrale di Chambéry, costruito nel 1514 e restaurato e completato nel 1780, passato poi nel 1858 alla chiesa di Notre-Dame di Salins-les-Bains, abbandonata nel 1962.
Nel braccio sinistro del transetto sono ospitati i monumenti funebri con figure di giacenti dei fondatori dell'abbazia, Hasculphe di Subligny e Guglielmo di Saint-Jean, rinvenuti negli scavi, databili agli inizi del XIII secolo. Nel braccio destro e nella navata sono state collocate altre sculture del genere, tra cui quella del vescovo Acardo, sepolto qui nel 1171, e il cenotafio del vescovo Riccardo di Subligny, fratello del fondatore.

### Edifici conventuali

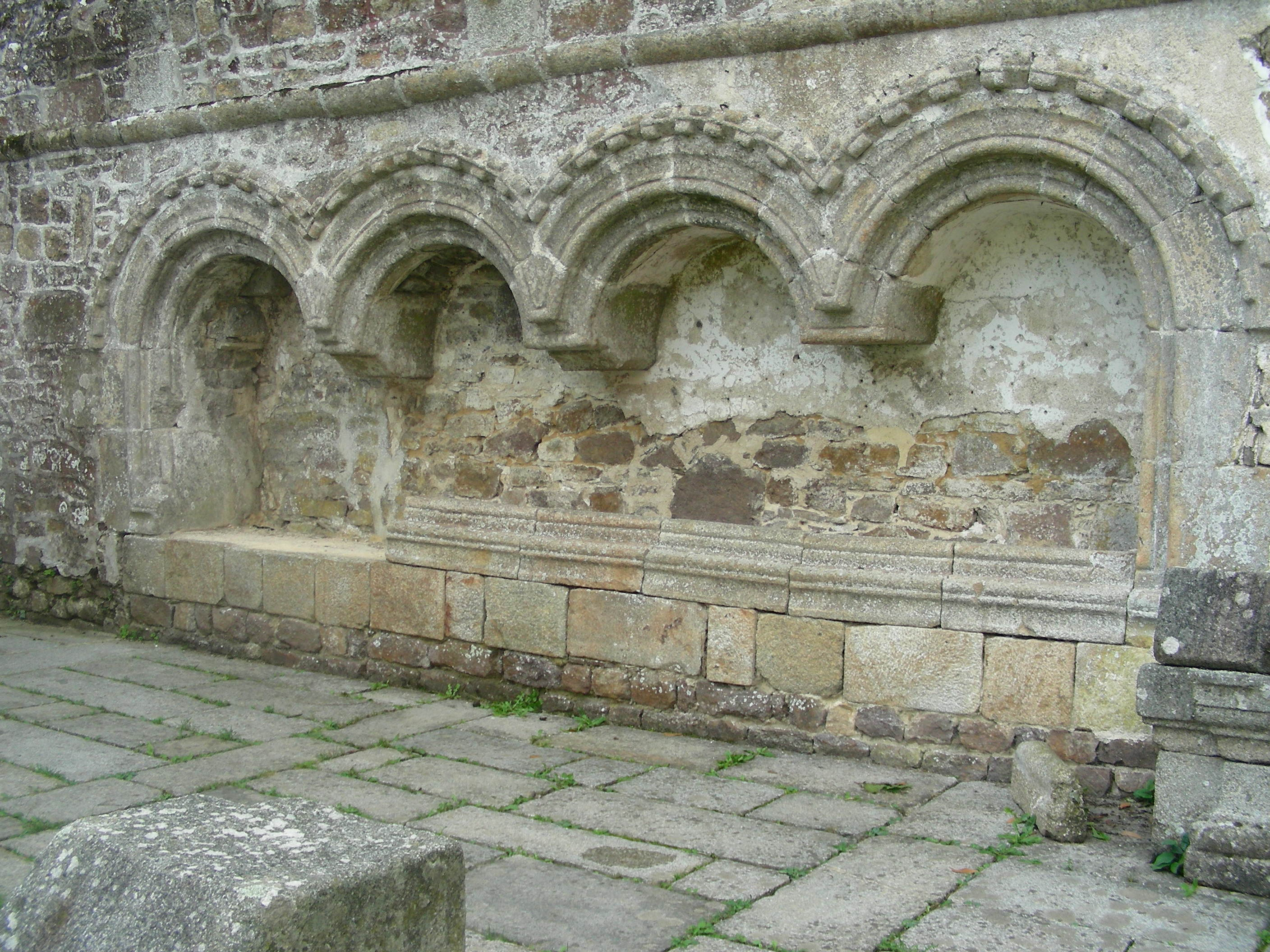
Lavatoio del chiostro
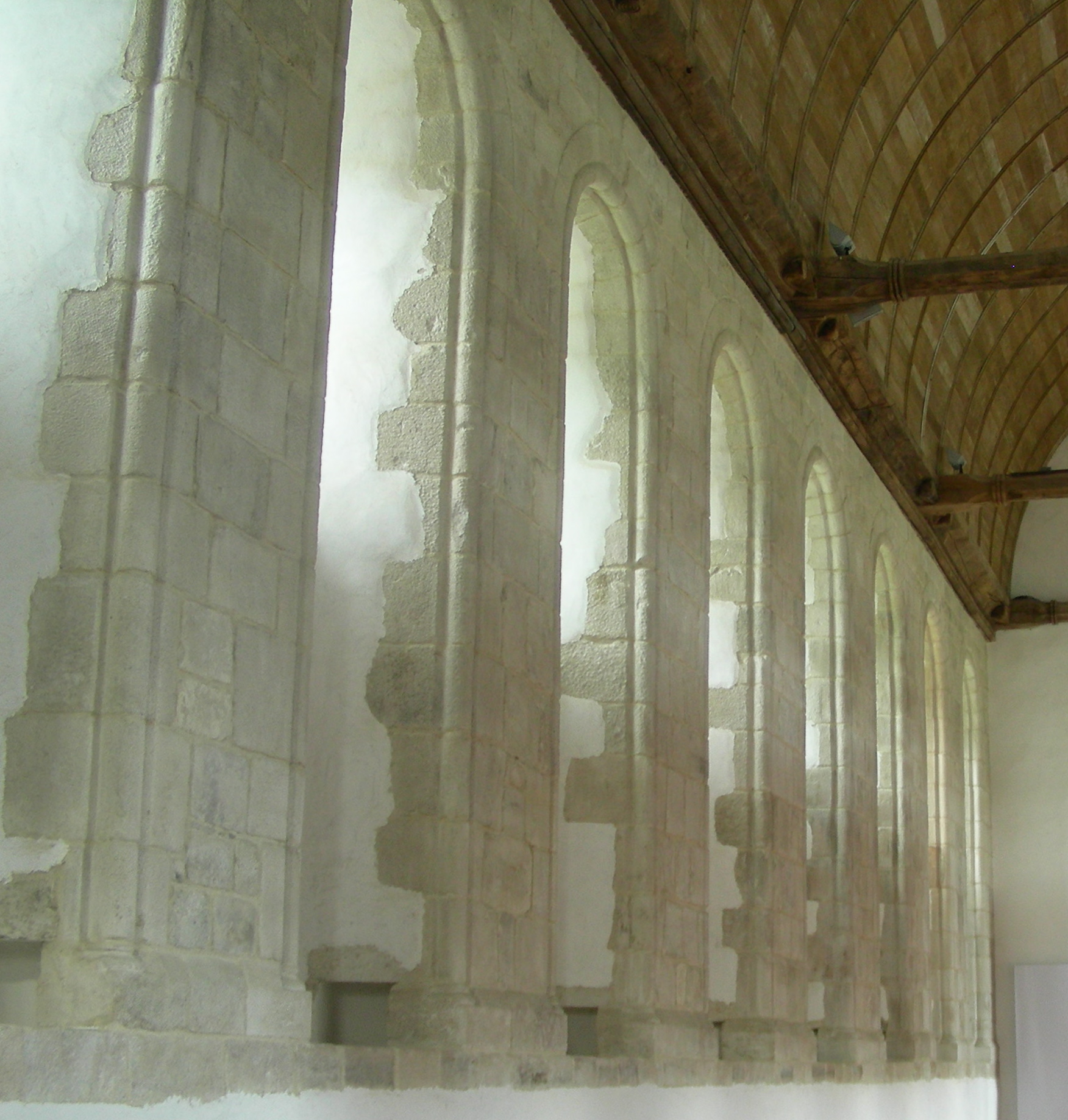
Finestre del refettorio
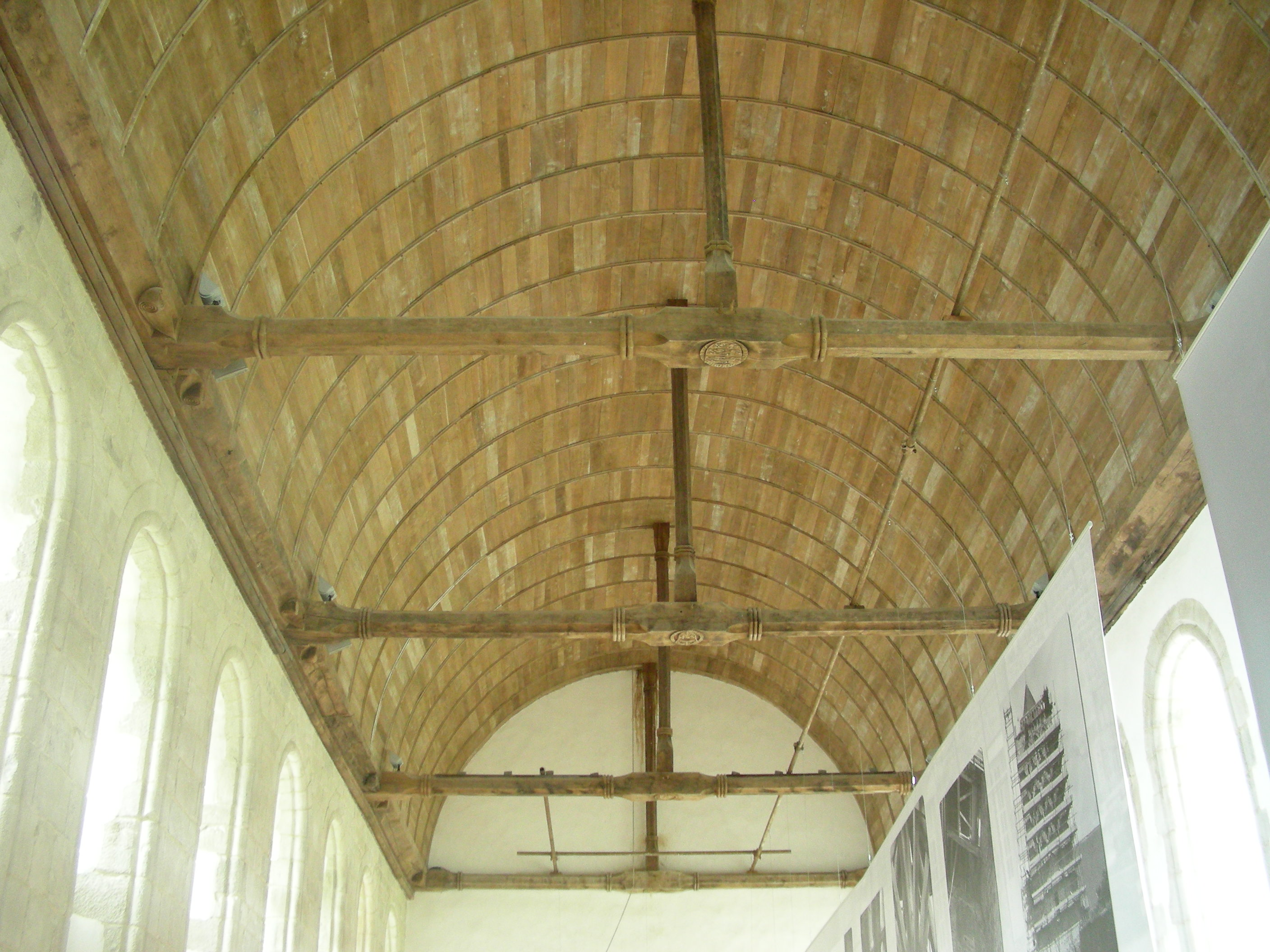
Volta del refettorio
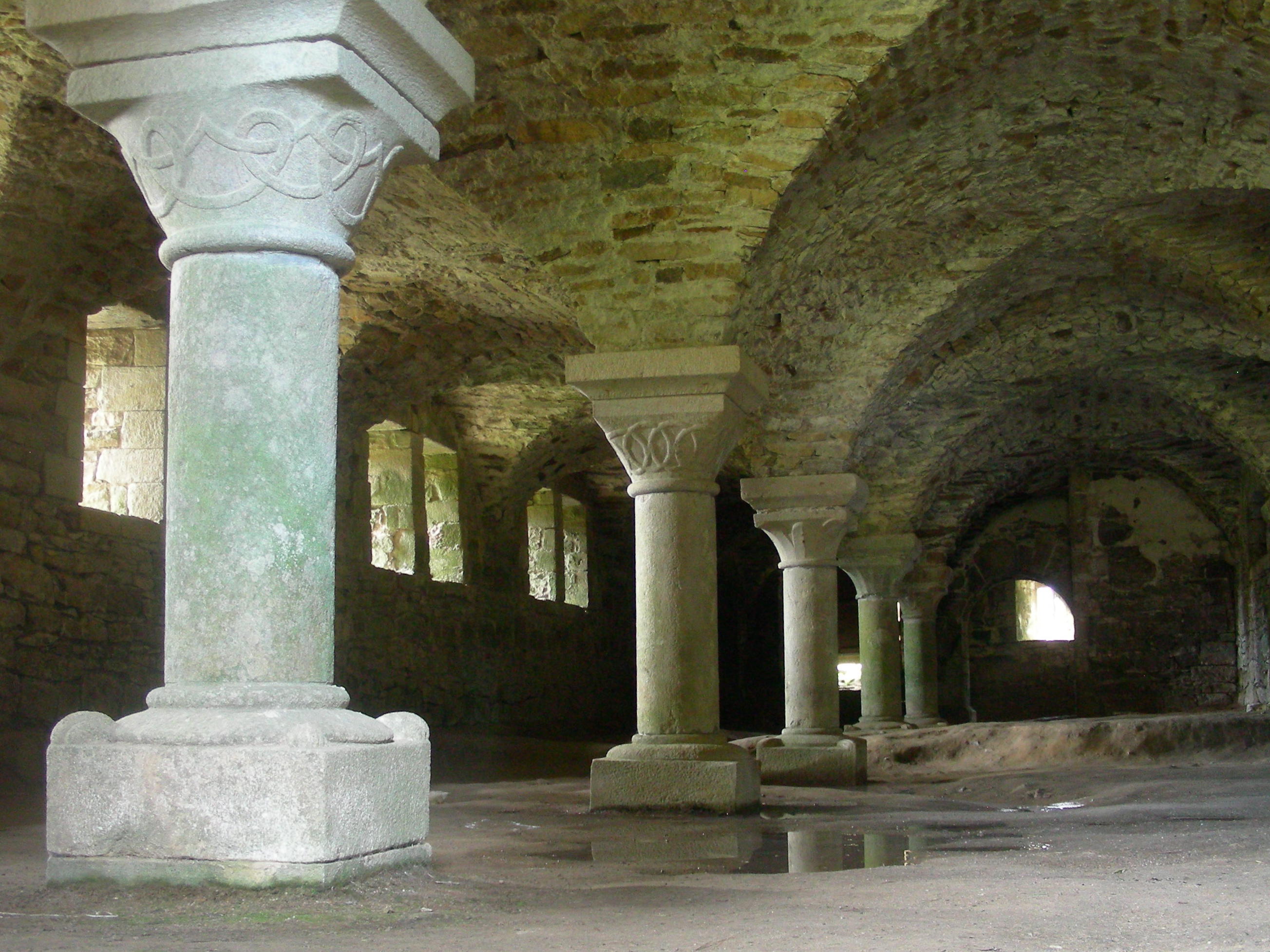
Dispensa

Sulla destra della chiesa si apriva il chiostro dell'abbazia. I resti della sua ultima fase, dovuta alla ricostruzione sotto l'abate Jean Éthéard (1700-1712), si conservano solo nell'angolo nord-ovest.  Sul muro ovest si trova un lavatoio, con archetti che presentano la medesima decorazione del portale sulla facciata della chiesa.
Nell'edificio sul lato sud è stato ricostruito per buona parte il refettorio dell'abbazia presenta pareti aperte con una serie di strette finestre in modo analogo che nell'abbazia di Mont-Saint-Michel. La volta di copertura in legno è stata ricostruita in base a quella ancora conservata in altri edifici conventuali.
Sorge al di sopra di una dispensa semi-interrata, con suolo in terra battuta e volte a crociera sorrette da basse colonnine.
L'edificio orientale è stato interamente distrutto e resta solo la doppia arcata che permetteva dal chiostro l'accesso alla sala capitolare.
L'edificio occidentale, il solo restato intatto, ospitava in origine i conversi, con refettorio al piano terra e dormitorio ai piani superiori. Nel XV secolo, a seguito della diminuzione dei conversi dell'abbazia, fu utilizzato come granaio. Fu in seguito modificato con l'introduzione di un piano intermedio con ambienti per gli ospiti.

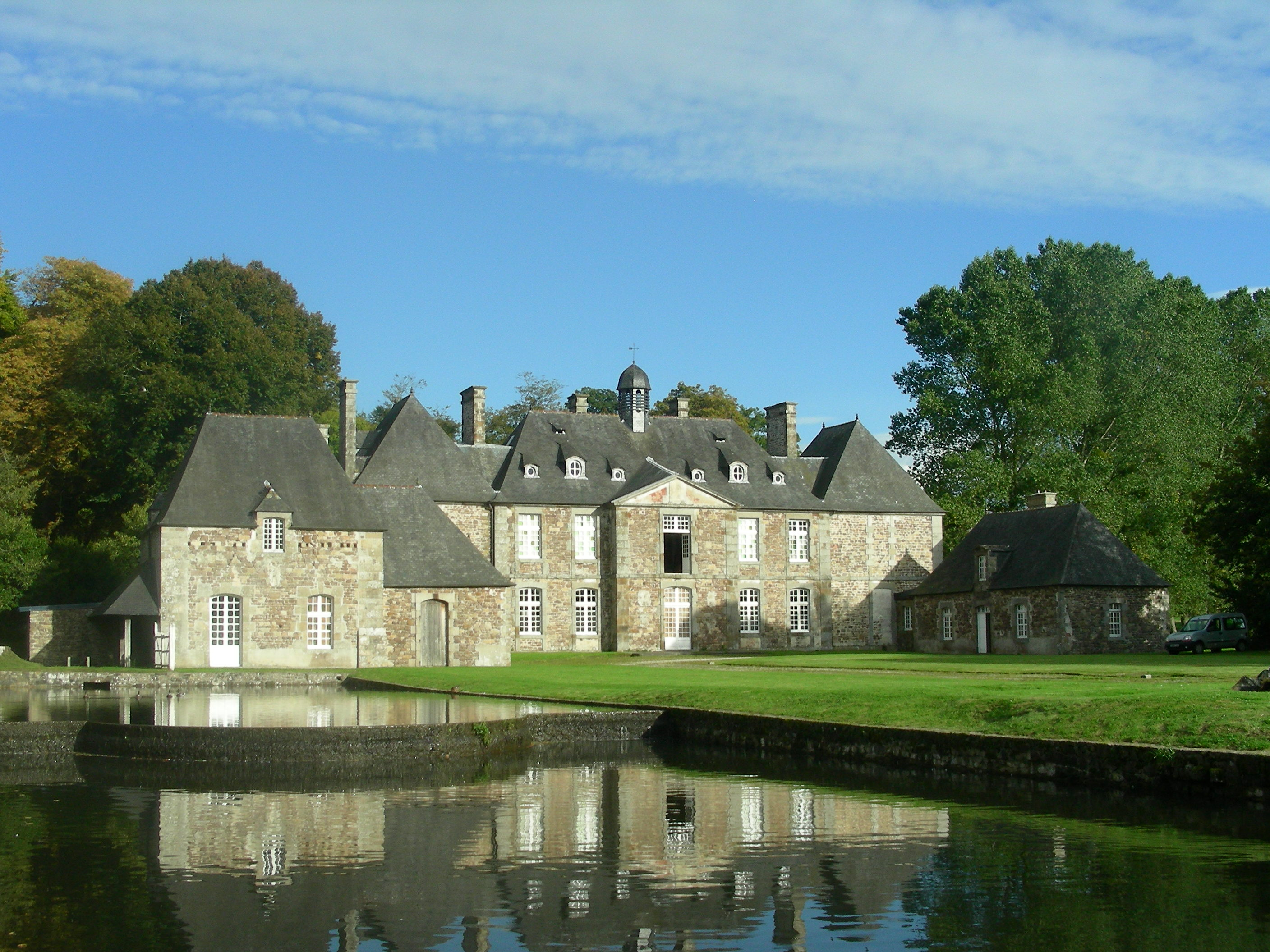
Residenza dell'abate
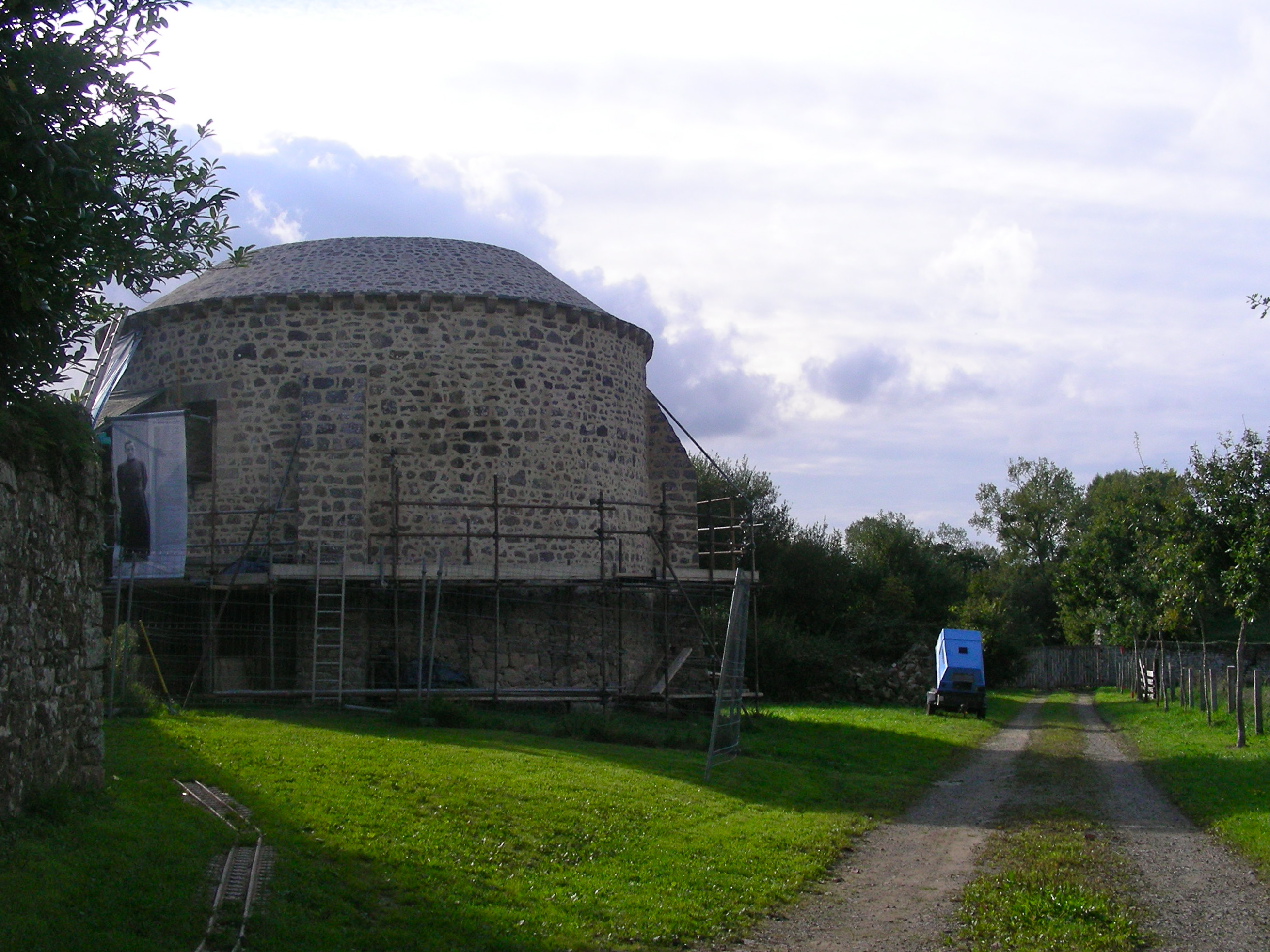
Colombaia
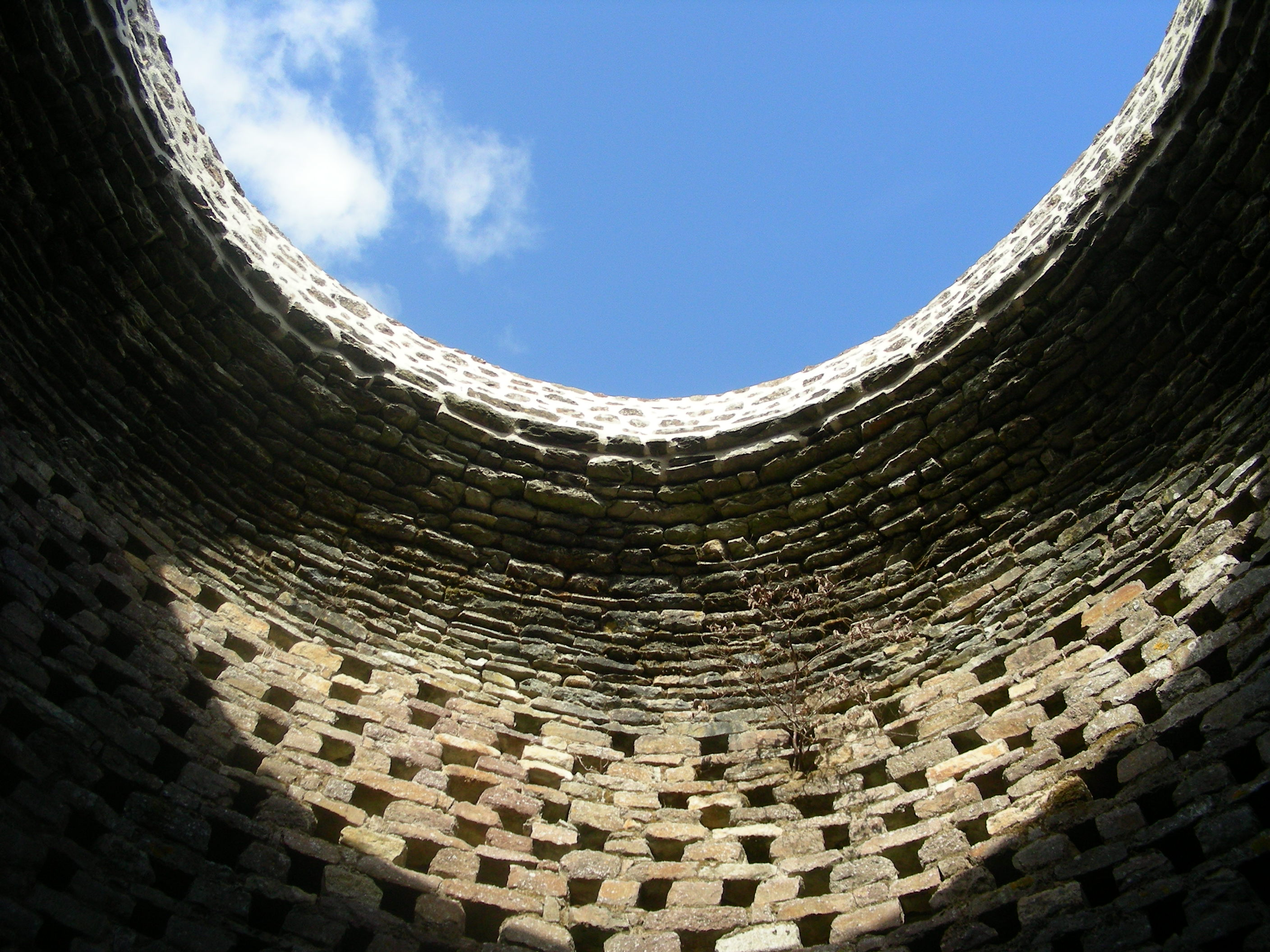
Interno della colombaia
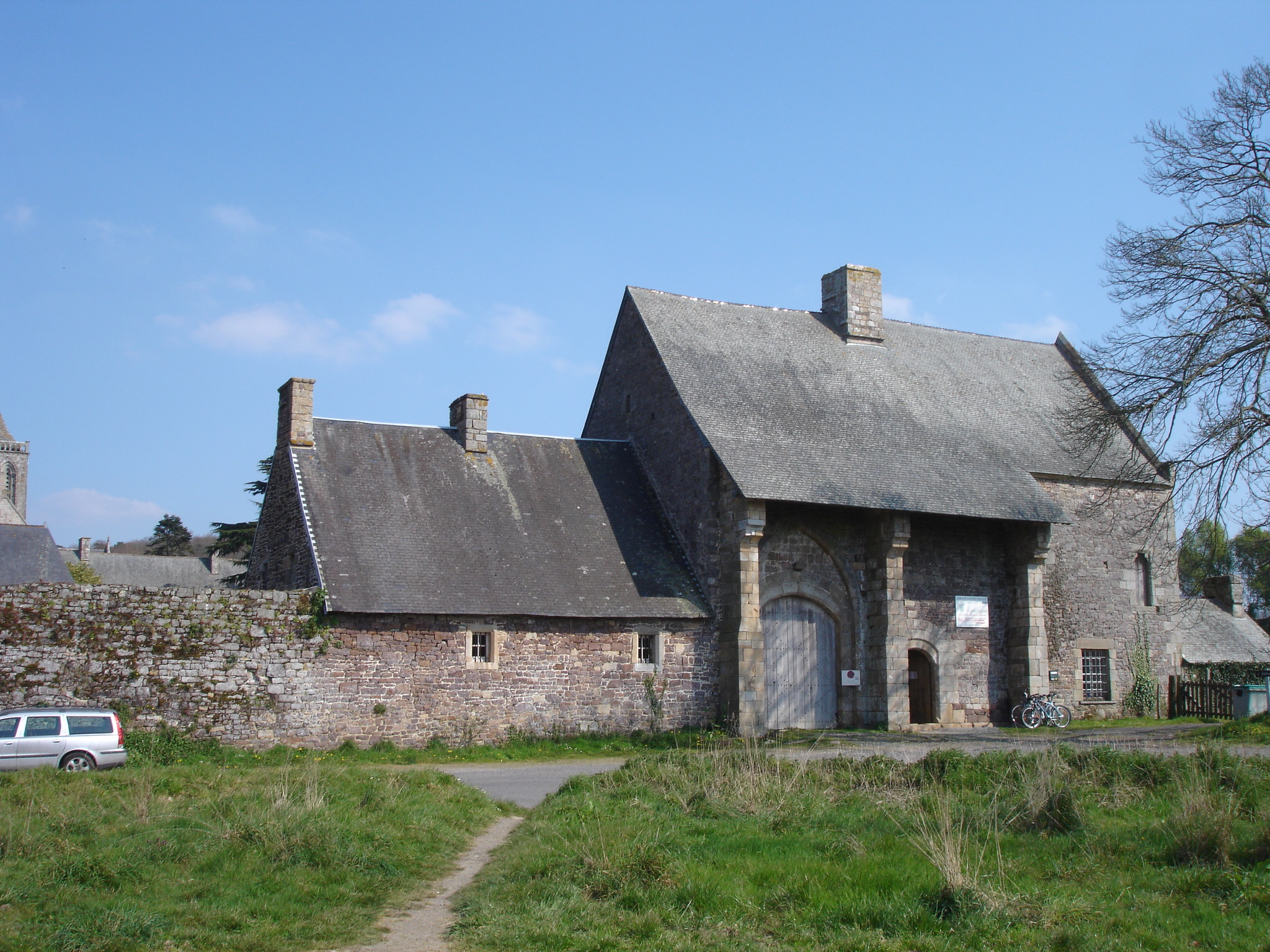
Portineria

La residenza dell'abate fu costruita a partire dal 1719 e fu in seguito utilizzata come residenza dai proprietari privati dell'abbazia e ingrandita con due dépendance alle estremità. Anche lo vasca ornamentale antistante era stata realizzata nel corso del XVIII secolo.
Una colombaia a torrione cilindrico con quattro contrafforti esterni, coperto a cupola con oculo centrale era stata costruita nel XV secolo.
Il recinto dell'abbazia presentava una porta ad est, ricostruita nel XVIII secolo con una scalinata monumentale e una cancellata. La porta principale con la portineria annessa si trovava ad ovest. La costruzione data al XII secolo, ma venne rimaneggiata nel XV secolo.